# Champoz
Champoz – gmina (niem. Einwohnergemeinde) w północno-zachodniej Szwajcarii, w kantonie Berno, w regionie administracyjnym Berner Jura, w okręgu Berner Jura. 31 grudnia 2020 roku liczyła 174 mieszkańców. 

## Demografia
Według danych z 2000 r. 90,7% mieszkańców gminy była francuskojęzyczna, a 9,3% niemieckojęzyczna. Na dzień 31 grudnia 2020 obcokrajowcy stanowili 4% ogółu mieszkańców.